# L'araldo dello sterminio
L'araldo dello sterminio (The Herald) è un romanzo di fantascienza del 1981 dello scrittore statunitense Michael Shaara.
La storia si colloca in un futuro prossimo e vede un gruppo di scienziati sviluppare un'arma per sterminare l'umanità nell'intento di dare inizio a una nuova civiltà.

## Storia editoriale
Il romanzo è stato pubblicato per la prima volta negli Stati Uniti nel 1981, con il titolo di The Herald, e ristampato nel 1994, sempre negli USA, con il titolo di The Noah Conspiracy; l'opera è stata il primo sofferto romanzo scritto dall'autore dopo essere stato vittima di un grave incidente in motocicletta.

## Trama
(Thornton Wilder citato da Michael Shaara in L'araldo dello sterminio,)
Nick Tesla, pilota di aereo, si sta dirigendo verso Jefferson (Georgia) con il suo aereo, in compagnia di una ragazza appena conosciuta. La torre di controllo non risponde e Nick e questi, una volta atterrato, si dirige nei locali di controllo trovando tutto il personale dell'aeroporto morto. Poco dopo la ragazza ha una crisi di vomito e muore. Nick capisce che un'epidemia ha sterminato la popolazione della cittadina e, certo di essere stato anch'egli mortalmente contaminato, si reca a casa per attendere la fine. Il giorno dopo, ancora vivo, capisce di essere immune e lascia Jefferson in cerca di aiuto. Preso in custodia dalle forze armate, chiamate a fronteggiare la crisi, conosce Richard Ring, il responsabile delle operazioni, che gli spiega che episodi simili a quelli avvenuti a Jefferson si erano già verificati. Gli viene chiesto di ritornare nella zona contaminata poiché, essendo immune, è l'unico a poter investigare sulle cause della morte di migliaia di abitanti. Nick accetta e in collegamento radio costante entra nella cittadina ove scopre la presenza di pochi altri sopravvissuti, tra cui la giovane Ruth, trovata rinchiusa in una cella del commissariato e salvata dalla morte. Tra i due man mano nasce l'amore e la coppia trova una certa normalità nella città deserta e nell'idilliaca natura liberata dall'invadente presenza dell'uomo.
Nel frattempo focolai dell'epidemia si diffondono in varie parti del mondo e Ring scopre un collegamento tra alcuni episodi: il genetista premio Nobel A. M. Shepherd, uno dei diciotto sopravvissuti di Jefferson, proveniva da Milano, dove pochi giorni prima si era verificata una serie di morti simili. Nick incontra lo scienziato che gli rivela di aver casualmente scoperto un modo per sterminare gli esseri umani geneticamente imperfetti e che macchine simili a quella che rivela essere nascosta nei locali dell'Università, sono stati messi in azione in molte altre parti del mondo da suoi adepti. Il progetto è quello di lasciare in vita solo i soggetti ritenuti migliori, ricostruendo la civiltà a partire da un nuovo inizio. L'arma utilizzata a Jefferson è stata migliorata e potenziata da Shepherd e il nuovo modello, anch'esso nascosto nel centro di Jefferson, a differenza dei precedenti, una volta avviato è capace di contaminare tutto il mondo.
Nick è inizialmente contrario al piano, ma quando, durante un attacco con carri armati telecomandati inviati da Ring per distruggere l'Università, vengono uccisi lo scienziato e l'amata Ruth, il pilota decide di avviare il prototipo della macchina, diffondendo così l'epidemia per tutto il mondo.

## Personaggi
Nicholas "Nick" TeslaPilota d'aereo, casualmente si trova a Jefferson durante l'epidemia ed è uno dei pochi sopravvissuti. Allontanatosi dalla cittadina, viene incaricato dal Governo di indagare sulle cause della morte degli abitanti.
Richard RingEx atleta ed ex ufficiale delle Forze Speciali. La sua versatilità e competenza in molti campi ne hanno fatto un punto di riferimento per missioni operative di particolare complessità.
Aldo CorelliPoliedrico scienziato, collaboratore di Ring.
ArmitageGenerale responsabile della sicurezza nella zona contaminata.
Dick HillerL'ufficiale incaricato di fronteggiare l'emergenza, anche se il vero responsabile della gestione è Richard Ring, verso cui il Presidente nutre la massima fiducia.
A. M. ShepherdPremio Nobel per la genetica, ideatore dell'arma di distruzione selettiva che porterà la morte nel mondo.
RuthGiovane ragazza, salvata da Nick nella zona contaminata e della quale si innamora ricambiato.

## Edizioni
- (EN) Michael Shaara, The Harald, 1ª ed., New York, McGraw-Hill, 1981.
- Michael Shaara, L'araldo dello sterminio, collana Urania, traduzione di Delio Zinoni, n. 938, Milano, Mondadori, 1983,  p. 168.
- (EN) Michael Shaara, The Noah Conspiracy, New York, Pocket Books, 1994.